# John Lessard

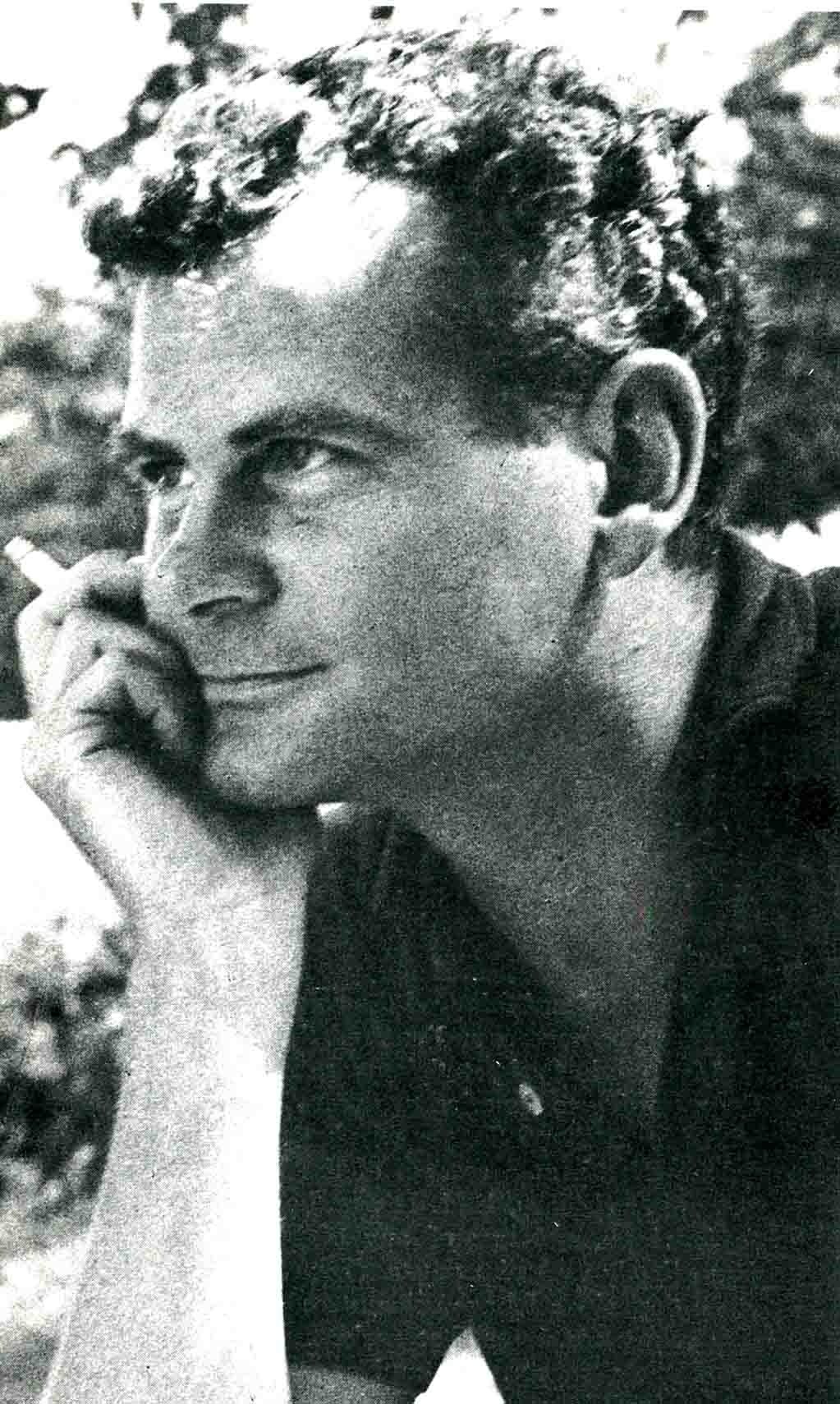
John Lessard omstreeks 1960

John Ayres Lessard (San Francisco, 3 juli 1920 – East Setauket, 11 januari 2003) was een Amerikaans componist, muziekpedagoog, dirigent en pianist.

## Levensloop
Lessard groeide op in Palo Alto en zijn ouders waren afkomstig vanuit de Canadese provincie Quebec. Zo kon hij al vlot twee talen - Frans en Engels - praten. Op 5-jarige leeftijd begon hij met pianoles en 4 jaar later met trompetles. Met 11 jaren werd hij lid van het San Francisco Civic Symphony Orchestra. In deze periode studeerde hij privé muziektheorie en piano bij Elise Belenky alsook voor korte tijd bij de componist Henry Cowell. Hij studeerde van 1937 tot 1940 bij Nadia Boulanger, Georges Dandelot, Alfred Cortot en Ernst Levy aan de École Normale de musique de Paris in Parijs en behaalde aldaar zijn diploma's in harmonie, contrapunt en Fuga. Na de bezetting van Parijs in juni 1940 vluchtte hij samen met Nadia Boulanger en ging weer terug naar de Verenigde Staten, waar hij zijn studies bij zijn Franse docente aan de Longy School of Music in Cambridge kon voortzetten. Na het behalen van een verder diploma moest hij dienst verrichten in het United States Army Signal Corps.
In mei 1943 huwde hij met de zangeres Alida White. Als pianist verzorgde hij de première van de 1e Sonate voor piano van Aaron Copland en ontving ervoor een grot lof van de componist, maar ook van de muziekcriticus Virgil Thomson. Vanaf 1963 was hij docent voor muziektheorie en compositie aan de pas opgerichte State University of New York in Stony Brook. In 1990 ging hij met pensioen.
Aanvankelijk was hij als componist beïnvloed door Igor Stravinsky, Claude Debussy en Anton Webern. Na de oorlog had hij het succes, dat verschillende composities, vooral orkestwerken, door bekende dirigenten zoals Leon Barzin, Leonard Bernstein en Thor Johnson in première gingen.

## Composities

### Werken voor orkest
- 1941 Concert, voor viool en orkest
- 1946 Box Hill Overture
- 1946 Cantilena, voor hobo en strijkorkest
- 1952 Concert, voor dwarsfluit, klarinet, fagot en strijkorkest
- 1957 Serenade, voor orkest
- 1958 Concert, voor dwarsfluit, klarinet, fagot, strijkkwartet en strijkorkest
- 1959 Suite, voor orkest
- 1961 Sinfonietta concertante
- 1974 Pastimes and an alleluia, voor orkest
  1. Shuffle I
  2. Solitaire
  3. Parallel and uneven bars
  4. Shuffle II Crazy 8s
  5. High wire
  6. Shuffle III
  7. Blackjack
  8. Hide and seek at twilight
  9. Alleluia
  10. (Alternate shuffle)
- 1982 Concert, voor harp en kamerorkest
- Little concert

### Werken voor harmonieorkest
- Concerto for Wind Instruments, voor harmonieorkest

### Vocale muziek

#### Cantates
- 1955 Don Quixote and the sheep, voor tenor, bas en orkest - tekst: Miguel de Cervantes Saavedra

#### Liederen
- 1944 Lullaby, voor sopraan en piano - tekst: William Shakespeare
- 1949 Amarillis, voor sopraan en piano - tekst: Robert Herrick
- 1949 The bag of a bee, voor sopraan en piano - tekst: Robert Herrick
- 1951 Siesta, voor middenstem en piano - tekst: Claire Nicolas White
- 1951 Summer wind, voor middenstem en piano - tekst: Claire Nicolas White
- 1951 Interior, voor middenstem en piano - tekst: Edna St. Vincent Millay
- 1952 Orpheus, voor middenstem en piano - tekst: William Shakespeare
- 1952 The house of the dying, voor middenstem en piano - tekst: Claire Nicolas White
- 1955 Two madrigals, voor 2 sopranen, contra-alt, tenor en bas
- 1956 Three Songs for St. Cecelia's Day, voor zangstem en piano - tekst: W.H. Auden
- 1957 Five poems by Robert Herrick, voor zangstem, viool en piano 
  1. Sappho
  2. To the virgins to make much of time
  3. Jack and Jill
  4. To Dianeme
  5. A psalme or hymne to the graces
- 1957 Four songs about love, voor zangstem en piano
  1. The cryer - tekst: Michael Drayton
  2. So quicke so hot - tekst: Thomas Campion
  3. An unknown maid - tekst: Wordsworth
  4. Fair Phyllis - tekst: B. Jonson
- 1958 Three songs about Larr, voor sopraan en piano - tekst: Robert Herrick
  1. A short hymne to Larr
  2. To Larr
  3. At my homely country seat
- 1962 Epithalamion, voor zangstem en piano - tekst: Edmund Spenser
- 1964 Twelve Mother Goose Songs, voor sopraan, viool, altviool en cello
  1. Jenny Wren
  2. Hush-a-bye baby
  3. The rose is red
  4. Dear sensibility
  5. I would if I could
  6. Oh that I were where I would be
  7. I had a little husband
  8. To bed to bed
  9. The cuckoo
  10. Good King Arthur
  11. One misty moisty morning
  12. Trip upon trenchers
- 1964 Mother Goose Songs, voor lage zangstem, viool, altviool, cello en piano
  1. There was an old woman
  2. Doctor Fell
  3. Going to St. Ives
  4. The man in the moon
  5. T'other little tune
  6. Three wise men of Gotham
- 1964 Get hence foule griefe, voor middenstem en piano - tekst: Sir Philip Sidney
- 1964 Morning song, voor middenstem en piano - tekst: Claire Nicolas White
- 1964 Recuerdo, voor middenstem en piano - tekst: Edna St. Vincent Millay
- 1964 Sebastian, voor middenstem en piano - tekst: Claire Nicolas White
- 1964 When as in silks my Julia goes, voor middenstem en piano - tekst: Robert Herrick
- 1968 Fragments from the Cantos of Ezra Pound, voor bariton, dwarsfluit, 2 trompetten, 2 hoorns, trombone en strijktrio
- 1969 Rose cheek'd Laura, voor middenstem en piano - tekst: Thomas Campion
- 1969 Songs from Shakespeare, voor middenstem en piano - tekst: William Shakespeare
  1. Ariels song
  2. Full fathom five
- 1983 Stars hill valley, voor zangstem en piano - tekst: Ralph Waldo Emerson geadapteerd uit "Hamatreya"
- 1984 The pond in a bowl, voor sopraan, slagwerk (vibrafoon, marimba, bongo's) en piano - tekst: Yu Han
- 1995 Four songs on poems of Claire Nicolas White, voor sopraan en piano 
  1. Exhibitionism
  2. Winter on the North Shore
  3. Shadow (The bridge)
  4. Sunflower = Girasole
- 1996 Three Indian tales, voor sopraan, marimba, vibrafoon, 5 temple blocks, 2 bongo's, 3 metalen platen, en 1 hangend bekken - tekst: Claire Nicolas White
  1. The origin of table manners
  2. The origin of the Pleiades
  3. The origin of the tides

### Kamermuziek
- 1948 Three Movements, voor viool en piano
- 1955 Sonate, voor cello en piano
- 1957 Music for the occasion of the wedding of Lydia Huntington and Edward Sparrow, voor dwarsfluit en viool
- 1961 Duo sonata in five movements, voor viool en piano
- 1963 Strijktrio
- 1965 Octet, voor dwarsfluit, klarinet, fagot, 2 trompetten, 2 hoorns en bastrombone
- 1965 Partita, voor blaaskwintet
- 1966 Trio in sei parti, voor viool, cello en piano
- 1967 Quodlibets, voor 2 trompetten en trombone
- 1968 Trio, voor dwarsfluit, viool en piano
- 1970 Blaaskwintet nr. 2
- 1971 Koperkwintet
- 1973 Trios of consanguinity, voor dwarsfluit (of viool), klarinet (of altviool) en fagot (of cello)
- 1974 Fantasy, voor trompet en piano
- 1976 Movements I, voor trompet en vibrafoon
- 1976 Movements II, voor trompet en altviool
- 1976 Movements III, voor trompet en viool
- 1977 Movements IV, voor trompet en slagwerk
- 1977 Movements V, voor trompet, viool en cello
- 1978 Movements VI, voor trompet, altviool, cello en slagwerk
- 1981 Concert duo, voor altviool en gitaar
- 1981 Movements VII, voor trompet en cello
- 1983 rev.1986 Music III, voor gitaar en slagwerk
- 1984 Duet, voor piano en slagwerk
- 1984 Movements VIII, voor trompet, vibrafoon en marimba
- 1985 Four Pieces, voor viool, xylofoon, marimba, temple blocks en bongo's
- 1986 Music, voor gitaar en xylofoon
- 1988 Drift, follow, persist, trio voor hoorn, piano en slagwerk
- 1996-1997 Five inventions, voor hoorn, marimba, vibrafoon, 3 metalen platen, 5 temple blocks, 2 bongo's
- Blaaskwintet

### Werken voor piano
- 1940 Sonate nr. 1
- 1946 Little Concert: Suite for Piano
- 1947 Lullaby - à Nadia Boulanger pour son 60e anniversaire
- 1947 Mask
- 1950 Suite, voor twee piano's
- 1954 Four preludes
- 1966 New worlds for the young pianist I
- 1966 New worlds for the young pianist II
- 1968 Perpetual motion
- 1980 Threads of Sound Recalled
- 1986 Bagatelle I
- 1988 Bagatelle II
- 1989 Bagatelle III
- 1989 Ten Pieces (Games and Pastimes), voor piano vierhandig
- 1991 Bagatelle IV
- 1998 Bagatelle V

### Werken voor klavecimbel
- 1951 Perpetual motion
- 1951 Toccata

### Werken voor gitaar
- 1983 Concert duo, voor 2 gitaren
- 1987 Divertimento, voor gitaar

### Werken voor slagwerk
- 1989 An Assembled Sequence, voor solo slagwerker (Glockenspiel, vibraphone, gongs, tamtams, castagnetten, claves en güiro
- 1989 An Assembled Sequence VIII: Making A Collection, voor vibrafoon en marimba
- 2002 Pavane for two marimbas, voor 2 marimba